# 西屯站
西屯站位于甘肃省张掖市碱滩乡，建于1955年。距兰州站526公里，距乌西站1386公里。现为四等站。客运办理旅客乘降;不办理行李、包裹托运;货运办理整车货物发到;不办理危险货物发到。